# Wright Model B
O Wright Model B foi um biplano em configuração de impulsão projetado e produzido em série e em quantidade pelos Irmãos Wright nos Estados Unidos a partir de 1910.
Nota-se nesse modelo a presença de um par de rodas paralelas acoplado a cada uma das lâminas do trem de pouso.

## Histórico
Diferente do Model A, ele apresentava um profundor real montado na cauda em vez de na frente. Ele foi o último modelo dos Wright a ter uma cauda de estrutura aberta. O Model B foi um biplano dedicado ao transporte, com dois assentos um para o piloto e outro para o passageiro lado a lado na parte frontal da asa inferior.
Apesar do seu mercado civil, os Wright conseguiram vender alguns exemplares para a Divisão Aeronáutica do Exército dos Estados Unidos, onde ficaram conhecidos como (S.C. 3, 4, e 5) e para a Marinha dos Estados Unidos como hidroaeroplanos (AH-4, -5-, e -6), onde eles eram usados como treinadores. Mais ainda, os Wright venderam licenças de produção doméstica (para a Burgess Company and Curtis, que o designou como Model F), assim como para a Alemanha.
O acordo com Burgess foi o primeiro de produção de aeronaves feito nos Estados Unidos a maior parte dos aproximadamente cem Model B produzidos, foi produzida por Burgess. Uma variante do Model B, designada como Model EX (de Exibição) obteve fama como Vin Fiz Flyer, o primeiro avião a cruzar os Estados Unidos. Burgess também planejou uma versão melhorada designada como Model G, mas este não chegou a ser produzido.

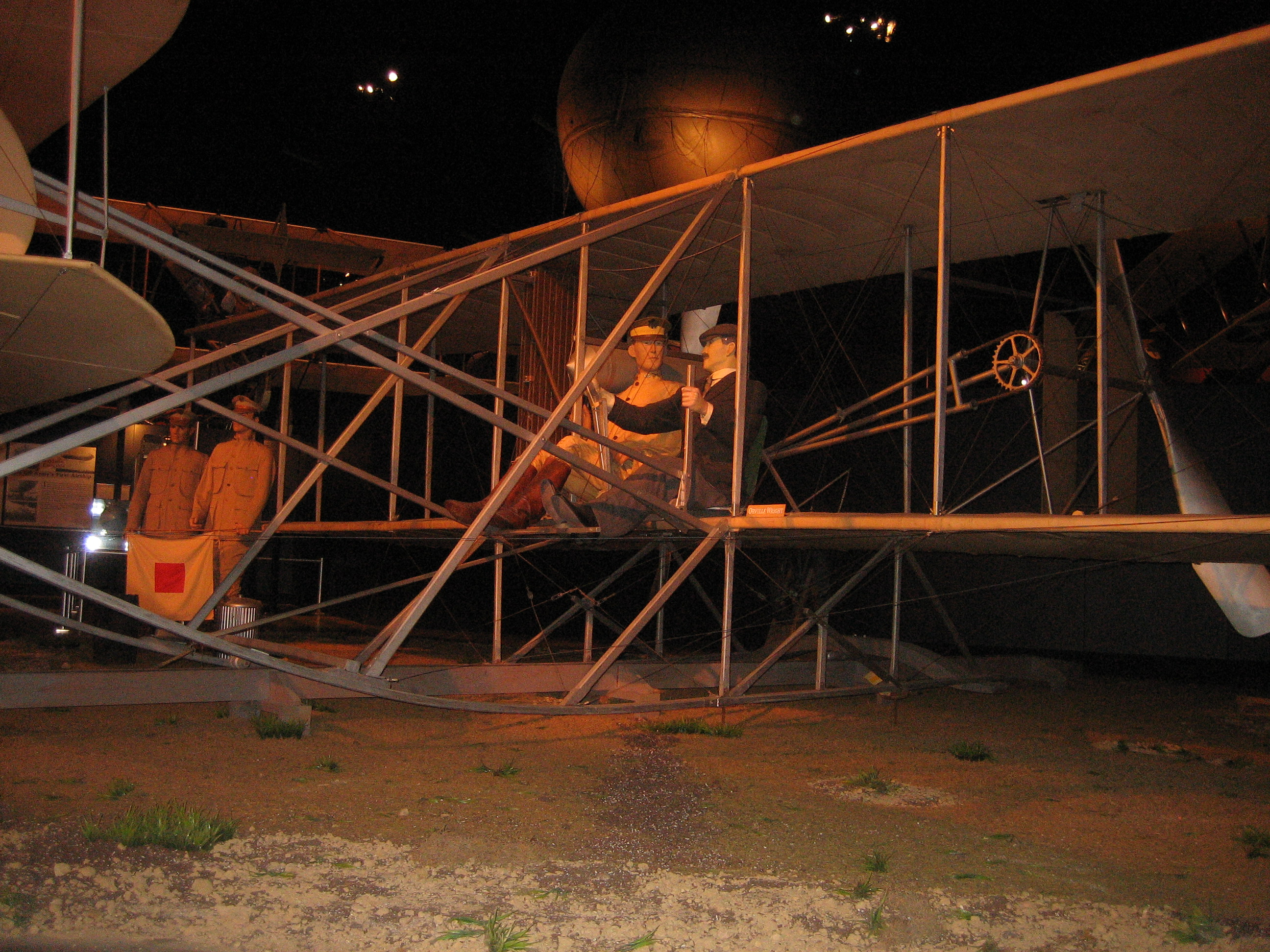
Uma réplica do Wright Model A no National Museum of the United States Air Force
Foto registrando o voo transcontinental iniciado em Outubro de 1911 na Califórnia e concluído na Flórida em fevereiro de 1912.Foto registrando o voo transcontinental iniciado em Outubro de 1911 na Califórnia e concluído na Flórida em fevereiro de 1912.

## Variantes

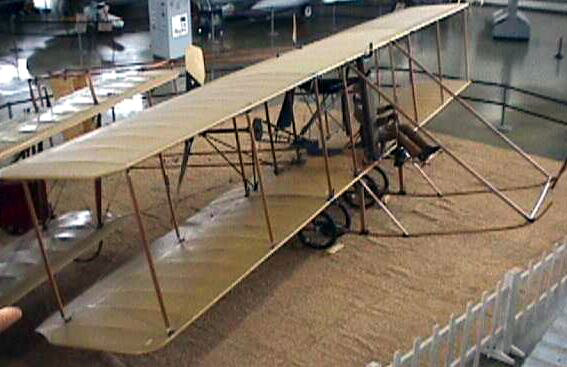
Réplica do Wright Model B na Hill Air Force Base.

Model B
Biplano biposto esportivo, acionado por um motor Wright de 35 hp.
Model B-1
Hidroplano civil com flutuadores de aço e alumínio.
Model B-2
Hidroplano civil com apenas um flutuador.
Model EX
Essa variante do Model B foi a primeira aeronave à cruzar os Estados Unidos.
Model F
Versão produzida sob licença pela Burgess Company.
Model G
Projeto não executado da Burgess Company.
Model G Aeroboat
Duas unidades construídas para a US Navy em 1913 e 1914, similar ao Model F, e designado como AH-19.

## Especificação
- Características gerais:

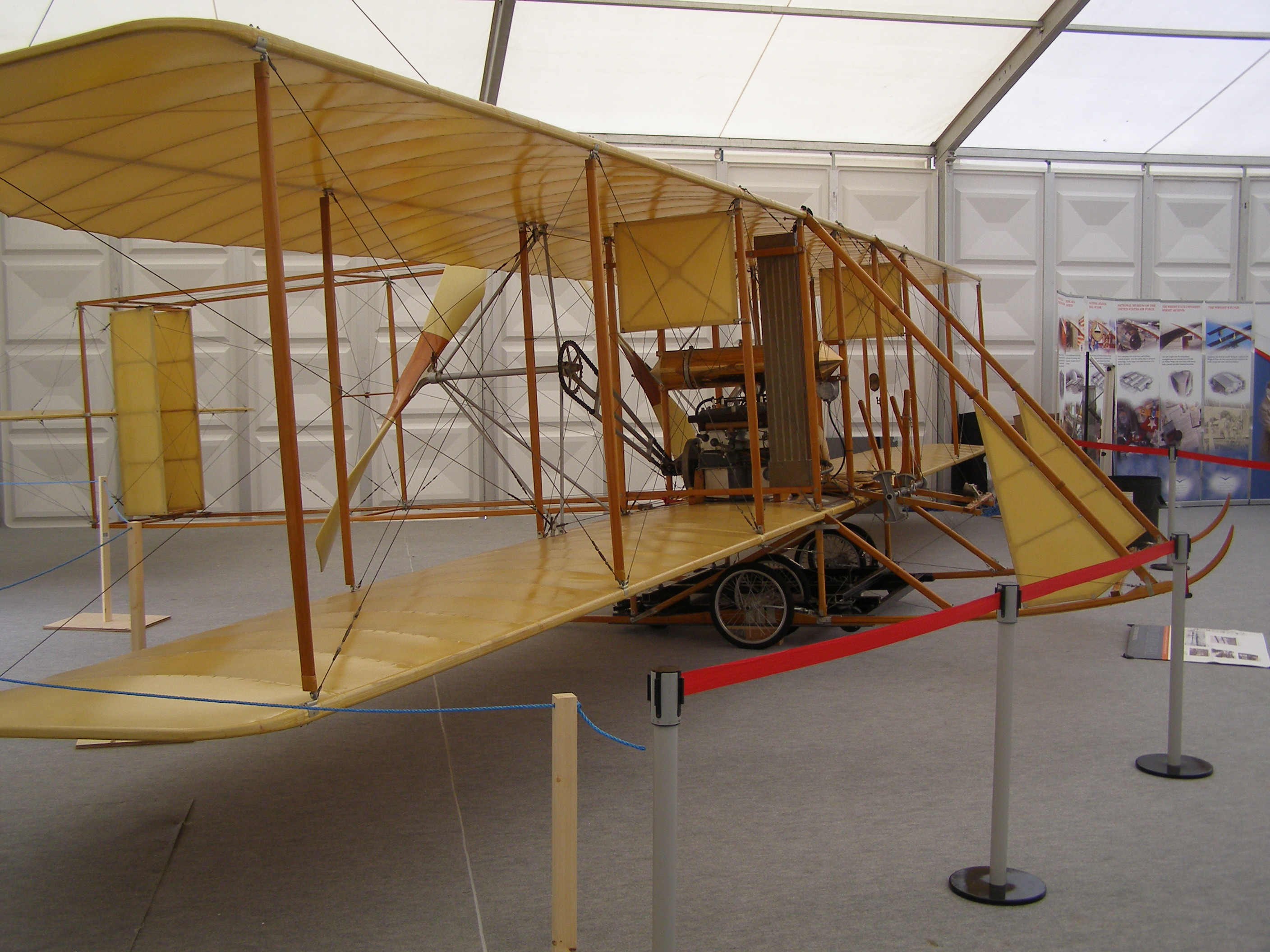
Uma réplica do Wright Model B em Farnborough, 2008.

  - Tripulação: dois (piloto e passageiro)
  - Comprimento: 7,93 m
  - Envergadura: 11,89 m
  - Altura: 2,67 m
  - Área da asa: 44,6 m²
  - Peso vazio: 363 kg
  - Peso na decolagem: 567 kg
  - Motor: 1 x Wright de 4 cilindros em linha refrigerado à água, 35 hp
- Performance:
  - Velocidade máxima: 72,42 km/h
  - Velocidade de cruzeiro: 64 km/h
  - Autonomia: 177 km